# 최리 (가수)

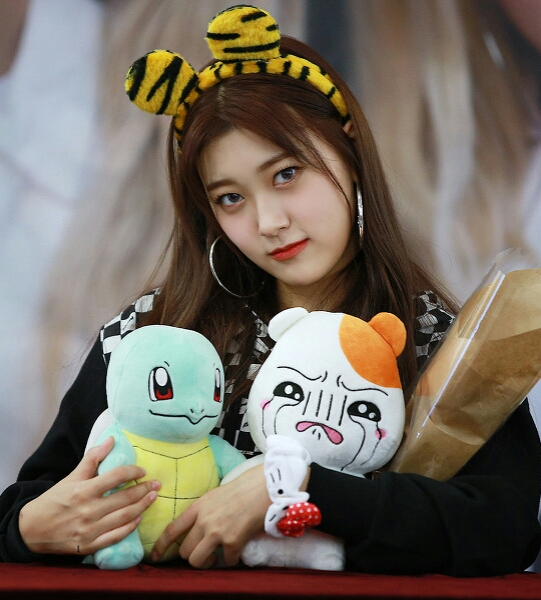
2017년 11월 4일 이달의 소녀 영풍문고 김포공항 팬사인회 당시의 최리

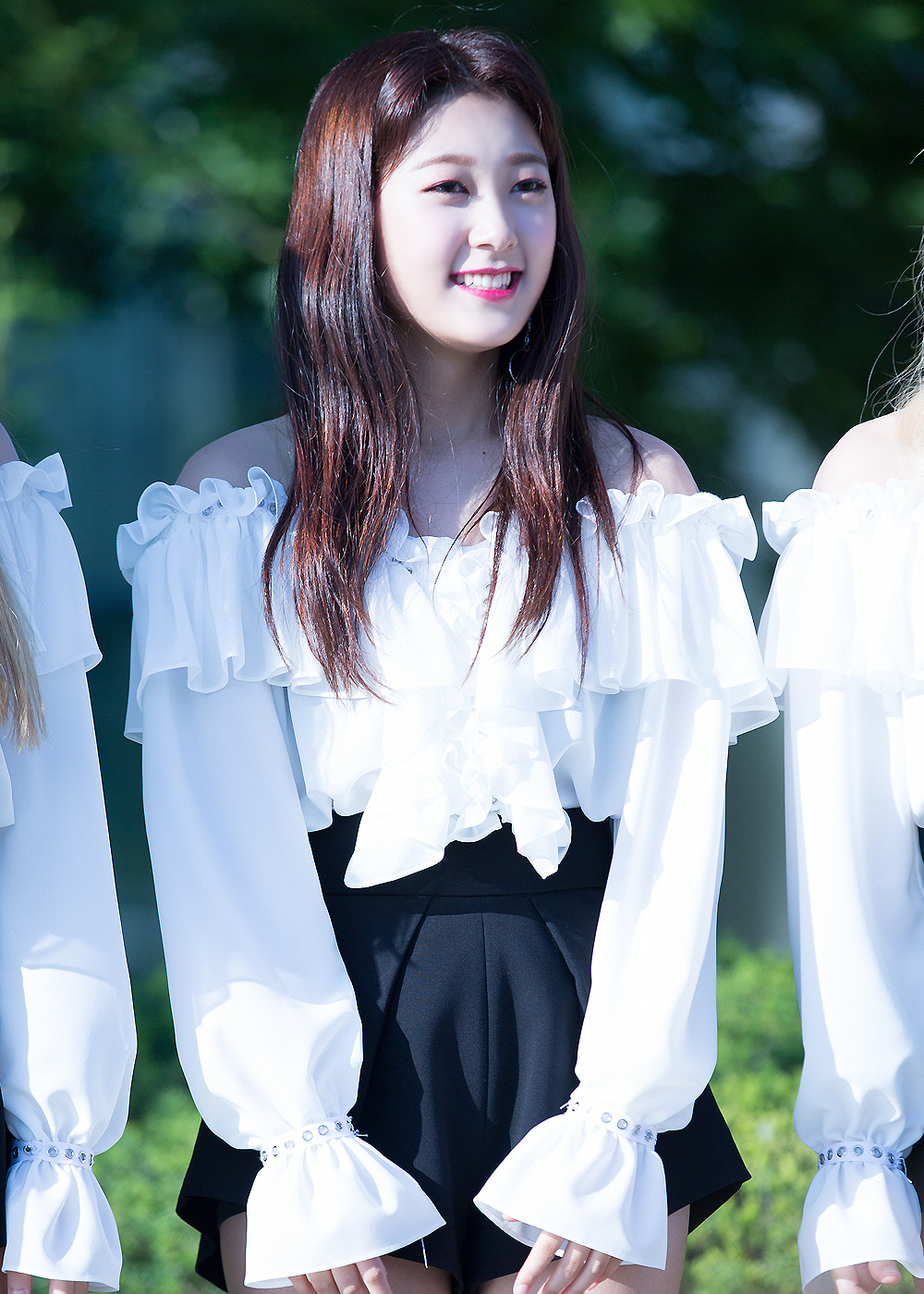
2017년 9월 21일 이달의 소녀 당시의 최리

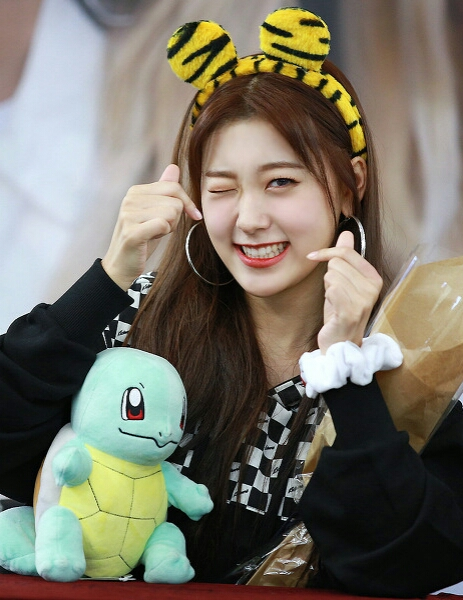
2017년 11월 4일 이달의 소녀 영풍문고 김포공항 팬사인회 당시의 최리

최리(본명: 최예림, 본명 한자: 崔𣫙冧, 2001년 6월 4일~)는 대한민국의 가수로, 지난 2017년부터 2022년까지 걸 그룹 《이달의 소녀》와, 프로젝트 유닛 걸 그룹 《ODD EYE CIRCLE》의 구성원으로 활약했고, 2023년 4월 1일 이후부터 현재는 걸 그룹 《ARTMS》의 구성원이다.
부천여월초등학교를 졸업한 후 부천여월중학교를 다니다가 도당중학교로 전학을 갔다. 도당중 졸업 후에는 서울 성북구의 성신여자고등학교로 진학하여 그 학교를 졸업했다. 데뷔 이전인 2009년에는 MBC 문화방송의 예능 TV 프로그램인 《환상의 짝꿍 시즌 2》에 출연했다. 2017년 7월 12일 이달의 소녀 8번째 멤버로 공개되었으며, 7월 28일 솔로 음반 《Choerry》(최리)가 발매되었다. 
2017년 9월 21일 김립, 진솔 등과 함께 이달의 소녀의 유닛인 이달의 소녀 오드아이써클로 활동을 시작했으며, 2018년 8월 20일 미니 1집 《[+ +]》(플러스 플러스)를 발매하며 이달의 소녀 완전체로 공식적으로 활동을 시작했다.

## 학력
- 성신여자고등학교 졸업